# Rudi Vouk
Rudolf »Rudi« Vouk, avstrijski odvetnik in bivši politik slovenskih korenin, borec za pravice Koroških Slovencev, * 19. marec 1965, Celovec, Avstrija. 

## Življenjepis
Po maturi na Slovenski gimnaziji v Celovcu je študiral pravo na Univerzi na Dunaju in nato odprl prakso na avstrijskem Koroškem. Še posebej dejaven je bil pri primerih glede pravnih pravic Koroških Slovencev, manjšine, kateri tudi sam pripada. 
Zaradi njegovega udejstvovanja na omenjenem področju je bil leta 1991 izvoljen v predsedstvo stranke Enotna lista.  Leta 1999 je postal upravnik Sveta Koroških Slovencev. V letih 2000−2003 je bil upravnik Oddelka Koroških Slovencev na Narodnem dnevu manjšin Avstrije, leta 2003 pa se je premestil na vlogo podupravnika. Z močjo, ki jo je pridobil s temi vlogami, je po svoji moči apeliral na avstrijsko Ustavno sodišče glede pravnega položaja svoje manjšine. 
Ob njegovem protestu pri avstrijskem Upravnem sodišču po postavitvi dvojezičnih tabel v Škocjanu ob Klopinjskem jezeru, ki so bile po njegovem mnenju nepravne, je Avstrija bila po njegovi zaslugi deležna veliko pozornosti in dvomov glede ravnanja s svojimi manjšinami. 
Z Voukom kot glavnim kandidatom za Koroško je stranka Liberalni forum na avstrijskih Državnozborskih volitvah leta 2008 prejela 1,5% glasov. 

## Zasebno življenje
Vouk je poročen in ima dve hčerki. 